# Onoré du Mexique
Tigrisoma mexicanum
Espèce
Répartition géographique
Statut de conservation UICN

 LC  : Préoccupation mineure
L'Onoré du Mexique (Tigrisoma mexicanum) est une espèce d'oiseau de la famille des Ardeidae (hérons).

## Description
Cet oiseau mesure environ 80 cm de longueur. L'adulte a les côtés de la tête gris et la gorge jaune. L'immature est brun chamois fortement barré de noir.

## Répartition
Cette espèce vit surtout en Amérique centrale : Mexique, Guatemala, Belize, Honduras, Salvador, Nicaragua, Costa Rica et Panama ; mais aussi dans l'extrême nord de la Colombie.

## Habitat
Cet oiseau fréquente les marais, les rivières et les ruisseaux ombragés.

## Nidification
Cet oiseau peut nicher isolément dans un arbuste au bord de l'eau.